# Frane Ninčević
Frane Ninčević (* 17. Juni 1999 in Zagreb) ist ein kroatischer Tennisspieler.

## Karriere
Ninčević spielte bis 2017 auf der ITF Junior Tour. Dort konnte er mit Rang 277 seine höchste Notierung in der Jugend-Rangliste erreichen.
Ab 2019 spielt Ninčević auf der ITF Future Tour und konnte in diesem Jahr im Doppel einmal ein Halbfinale erreichen; im Einzel gewann er lediglich zwei Matches. 2020 spielte er kaum Turniere. 2021 kam er durch Wildcards zu einigen Turniereinsätzen auf der ATP Challenger Tour, von denen er in Split und Zagreb einen Sieg verbuchen konnte. Seinen ersten Titel gewann er im selben Jahr auf im Doppel der Future Tour. Durch eine weitere Wildcard fürs Doppel  beim Turnier in Umag kam Ninčević zu seinem Debüt auf der ATP Tour. Hier unterlag er an der Seite von Duje Ajduković knapp im Match-Tie-Break gegen die topgesetzte Paarung. In der Tennisweltrangliste schaffte er im Einzel noch nicht den Einzug in die Top 1000, während er im Doppel an Position 633 steht, knapp hinter seinen Bestwert.